# Euofrins
Els Euophryinae són una subfamília de la família dels saltícids, aranyes amb una gran capacitat de visió i de salt.

## Sistemàtica
La categorització dels gèneres en tribus s'ha realitzat seguint la proposta de Joel Hallan en el Biology Catalog.
- Amphidrausini

- Amphidraus'‘, Simon, 1900
- Nebridia'‘, Simon, 1902

- Athamini

- Athamas'‘, O. P.-Cambridge, 1877

- Bellienini

- Agobardus'‘, Keyserling, 1885
- Antillattus'‘, Bryant, 1943
- Belliena'‘, Simon, 1902
- Dinattus'‘, Bryant, 1943
- Mirandia'‘, Badcock, 1932

- Chalcoscirtini

- Chalcoscirtus'‘, Bertkau, 1880
- Darwinneon'‘, Cutler, 1971
- Dolichoneon'‘, Caporiacco, 1935
- Neon'‘, Simon, 1876
- Neonella'‘, Gertsch, 1936

- Coccorchestini

- Coccorchestes'‘, Thorell, 1881
- Omoedus'‘, Thorell, 1881
- Poecilorchestes'‘, Simon, 1901

- Cytaeini

- Ascyltus'‘, Karsch, 1878
- Bathippus'‘, Thorell, 1892
- Canama'‘, Simon, 1903
- Cytaea'‘, Keyserling, 1882
- Euryattus'‘, Thorell, 1881
- Xenocytaea'‘, Berry, Beatty & Prószyn'ski, 1998

- Emathini

- Bindax'‘, Thorell, 1892
- Emathis'‘, Simon, 1899
- Gedea'‘, Simon, 1902
- Lepidemathis'‘, Simon, 1903
- Lophostica'‘, Simon, 1902
- Pristobaeus'‘, Simon, 1902
- Pseudemathis'‘, Simon, 1902

- Euophryini

- Akela'‘, Peckham & Peckham, 1896
- Anasaitis'‘, Bryant, 1950
- Asaphobelis'‘, Simon, 1902
- Chalcotropis'‘, Simon, 1902
- Chapoda'‘, Peckham & Peckham, 1896
- Charippus'‘, Thorell, 1895
- Chinattus'‘, Logunov, 1999
- Chloridusa'‘, Simon, 1902
- Cobanus'‘, F. O. P.-Cambridge, 1900
- Colyttus'‘, Thorell, 1891
- Commoris'‘, Simon, 1902
- Coryphasia'‘, Simon, 1902
- Donoessus'‘, Simon, 1902
- Ergane'‘, L. Koch, 1881
- Euophrys'‘, C. L. Koch, 1834
- Habrocestoides'‘, Prószyn'ski, 1992
- Habrocestum'‘, Simon, 1876
- Hypoblemum'‘, Peckham & Peckham, 1886
- Klamathia'‘, Peckham & Peckham, 1903
- Lagnus'‘, L. Koch, 1879
- Lakarobius'‘, Berry, Beatty & Prószyn'ski, 1998
- Lilliput'‘, Wesolowska & Russell-Smith, 2000
- Mexigonus'‘, Edwards, 2002
- Mopiopia'‘, Simon, 1902
- Muziris'‘, Simon, 1901
- Naphrys'‘, Edwards, 2002
- Ocnotelus'‘, Simon, 1902
- Palpelius'‘, Simon, 1903
- Parevophrys'‘, Petrunkevitch, 1942 † (fòssil de l'oligocè)
- Phaulostylus'‘, Simon, 1902
- Pignus'‘, Wesolowska, 2000
- Pseudeuophrys'‘, Dahl, 1912
- Rhyphelia'‘, Simon, 1902
- Saitidops'‘, Simon, 1901
- Semnolius'‘, Simon, 1902
- Sidusa'‘, Peckham & Peckham, 1895
- Sigytes'‘, Simon, 1902
- Siloca'‘, Simon, 1902
- Talavera'‘, Peckham & Peckham, 1909
- Tariona'‘, Simon, 1902
- Thyenula'‘, Simon, 1902
- Tylogonus'‘, Simon, 1902
- Udvardya'‘, Prószyn'ski, 1992

- Hermotimini

- Bokokius'‘, Roewer, 1942 (1 espècie, Bioko)
- Gorgasella'‘, Chickering, 1946 (1 espècie, Panamà)
- Hermotimus'‘, Simon, 1903 (1 espècie, Africa de l'Oest)
- Tatari'‘, Berland, 1938 (1 espècie, Vanuatú)

- Laufeiini

- Laufeia'‘, Simon, 1889
- Pselcis'‘, Simon, 1903

- Pensacolini

- Compsodecta'‘, Simon, 1903
- Paradecta'‘, Bryant, 1950
- Pellolessertia'‘, Strand, 1929
- Pensacola'‘, Peckham & Peckham, 1885
- Pensacolops'‘, Bauab, 1983

- Saitini

- Caribattus'‘, Bryant, 1950
- Ilargus'‘, Simon, 1901
- Jotus'‘, L. Koch, 1881
- Lauharulla'‘, Keyserling, 1883
- Lycidas'‘, Karsch, 1878
- Maeota'‘, Simon, 1901
- Maeotella'‘, Bryant, 1950
- Maratus'‘, Karsch, 1878
- Parajotus'‘, Peckham & Peckham, 1903
- Parasaitis'‘, Bryant, 1950
- Prostheclina'‘, Keyserling, 1882
- Saitis'‘, Simon, 1876
- Saitissus'‘, Roewer, 1938
- Salpesia'‘, Simon, 1901

- Servaeini

- Servaea'‘, Simon, 1888

- Spilargini

- Spilargis'‘, Simon, 1902
- Thorelliola'‘, Strand, 1942

- Thianiini

- Micalula'‘, Strand, 1932
- Nicylla'‘, Thorell, 1890
- Thianella'‘, Strand, 1907
- Thiania'‘, C. L. Koch, 1846
- Thianitara'‘, Simon, 1903

- Tritini

- Opisthoncana'‘, Strand, 1913
- Trite'‘, Simon, 1885

- Zenodorini

- Corythalia'‘, C. L. Koch, 1850
- Margaromma'‘, Keyserling, 1882
- Pseudocorythalia'‘, Caporiacco, 1938
- Pystira'‘, Simon, 1901
- Stoidis'‘, Simon, 1901
- Zenodorus'‘, Peckham & Peckham, 1886